# بافرد (جورجیا)
بافرد، جورجیا (به انگلیسی: Buford, Georgia) یک شهر در ایالات متحده آمریکا با جمعیت ۱۲٬۲۲۵ نفر است که در جورجیا واقع شده‌است.

## موقعیت جغرافیایی
موقعیت جغرافیایی شهرها و مناطق اطراف به شرح زیر است: